# Dknob
Innocent Cornel Sahani, mer känd som Dknob, född 12 februari 1980 i Dar es-Salaam, Tanzania, är en hiphop-artist som framför låtar på genren Bongo Flava, en tanzanisk variant av hiphop. Hans mer kända singlar är "Sauti ya Gharama", "Ingewezekana" och "Kitu Gani", "Bora Tumeachana", "Nishike Mkono", "Njaa ya Mkwanja".

## Diskografi

### Album
- Elimu Mitaani.com (2005)
- Bomoa Mipango (2008)

### Singlar
- "Kitu Gani" (2007)
- "Sauti ya Gharama" (2004)
- "Elimu Mitaani.com" (2003)
- "Ingewezekana" (2006)
- "Kitu Gani Umemaindi?" (2008)
- "Dear Mtoto" (2008)